# 幼女社長
幼女社長（日语：幼女社長）是日本漫畫家藤井おでこ創作的網路漫畫。
2018年1月16日到2019年11月19日於「瘋狂漫畫」(クレイジーマンガ)平台連載。
故事結構為單元回，講述幼女社長六科馴染與「馴染商社」員工身邊發生的種種趣事。

## 登場人物
六科馴染(六科 なじむ（むじな なじむ）)
聲優 - 日高里菜
主人翁，5歲女童，不知為何擔任「馴染商社」的社長。
每天的工作就是從早玩到晚。雖然偶爾也會做一些像工作的事，但總會引發混亂。
割戸真友(割戸 真友（わりと まゆ）)
聲優 - 金元壽子
26歲。擔任「馴染商社」一般職員的年輕女性。工作盡心盡力、注重美容養身的常識人。
輕井澤友紀(軽井沢 ユキ（かるいざわ ユキ）)
聲優 - 上坂堇
22歲。社長秘書，為馴染鞠躬盡瘁的超能幹冰山美人，能將馴染的所有狂想化為可能。
出稼卡爾西亞(出稼ぎ ガルシア（でかせぎ ガルシア）)
聲優 - 金子彩花
22歲。一般職員，國籍履歷均不詳。不會讀寫日語，平時負責倒茶、清潔等工作。多虧她夜晚的「打掃」，使馴染商社的業績居高不下。
元橋莉亞(元橋 リヤ（もとはし リヤ）)
聲優 - 橋本千波
20歲。前不良少女，一般職員。
野生鱷魚(野ワニ)
聲優 - 古賀葵
割戸真友進入馴染商社的契機。
投訴人(クレーマー)
聲優 - 杉田智和
打電話來投訴的惡劣客戶，被迫和馴染互相道歉。
康波塔大叔(コンポタおじさん)
聲優 - 長
人生失意準備跳樓的大叔，因馴染的話重拾希望。開發的牛奶醃蘿蔔汁獲得馴染好評。
麵包店老闆(パン屋の店主)
聲優 - 大塚芳忠
馴染首次跑腿的對象。一天供應馴染商社200斤吐司。
卡爾西亞的媽媽(ガルシア母)
聲優 - 久川綾
在卡爾西亞回憶中出現，化作星星守護卡爾西亞的女戰士。
犬男(太リーマン)
聲優 - 興津和幸
健康堪慮的肥胖大叔。在馴染的幫助下，以人性為代價換得A級健康評價。
須田丹龍斎(須田 丹龍斎（すだ たんりゅうさい）)
聲優 - 玄田哲章
鬼才雕刻家。不在乎金錢名利，只跟投緣者合作。對馴染的伴手禮「可燃美少女」很有興趣。
Televi D(テレビD)
聲優 - 福山潤
採訪馴染一日社長生活的電視製作人。
設計師(デザイナー)
聲優 - 小岩井小鳥
幫馴染商社設計吉祥物的設計師，因馴染找回初衷。
染馴的媽媽(なじむの母)
聲優 - 田村由香里
邀請馴染一起到海外生活，被誤會為綁架犯，遭馴染後援會攻擊。事後放心地將馴染交付真友等人。

## 出版書籍
- 藤井おでこ『幼女社長』KADOKAWA、單行本3卷（2021年1月14日現在）
  1. 2019年4月26日發售[6]、ISBN 978-4-040-65688-5
  2. 2019年11月15日發售[7]、ISBN 978-4-040-64103-4
  3. 2021年1月14日發售[8]、ISBN 978-4-04-680221-7

## WEB動畫
自 2021 年 1 月 1 日起在官方網站和 Twitter 上播放。
同年4月14日發行藍光普通版和「馴染商社特別版」。。

### 製作人員
- 原作 - 藤井おでこ[11]
- 監督・故事・演出 - いわたかずや[11]
- 系列構成・脚本 - 杉澤悟[11]
- 角色設計・總作畫監督 - 渡邊奏[11]
- 美術監督 - 荒井和浩[11]
- 色彩設計 - 水野愛子
- 攝影監督 - 原田翔太[11]
- 編集 - 三嶋章紀
- 音響監督 - 明田川仁[11]
- 音響制作 - マジックカプセル[11]
- 音樂 - H ZETT M[11]
- 音樂制作 - FABTONE[11]
- 音樂製作人 - 草野恭平
- 製作 - ドリームシフト[11]
- 製作人 - 宮西克典、梶原剛、佐々木秀太、本多光、小澤文啓
- 動畫製作人 - 糀谷智司
- 動畫製作 - project No.9[11]
- 製作 - 馴染商社[11]

### 主題曲

#### 片頭曲
「前進!馴染商社(進め！むじなカンパニー)」
演唱: 六科馴染（日高里菜）、割戸真友（金元壽子）、輕井澤友紀（上坂堇）、出稼卡爾西亞（金子彩花）
官方網站、Twitter短版使用。

#### 片尾曲
「回公司吧!(会社に帰ろう！)」
演唱: 割戸真友（金元壽子） feat. 小岩井小鳥
作詞: 小岩井小鳥
作曲、編曲: Shuhei Kamada。
第13話片尾曲。官方網站、Twitter短版不使用。

### 各話標題
| 話數   | 原文標題 | 作畫監督 |
| ------ | -------- | -------- |
| 第1話  |          |          |
| 第2話  |          |          |
| 第3話  |          |          |
| 第4話  |          |          |
| 第5話  |          |          |
| 第6話  |          |          |
| 第7話  |          | 紙葉礼   |
| 第8話  |          | 紙葉礼   |
| 第9話  |          | 紙葉礼   |
| 第10話 | てみやげ |          |
| 第11話 | でざいん |          |
| 第12話 |          |          |
| 第13話 |          |          |

### 播放時段
| 配信開始日    | 配信時間        | 配信サイト                                                                                      |
| ------------- | --------------- | ----------------------------------------------------------------------------------------------- |
| 2021年1月1日  | 週五 12:00 更新 | 作品公式サイト・公式Twitter DOCOMO動畫商城 FOD GYAO!                                            |
| 2021年1月5日  | 不明            | ABEMA                                                                                           |
| 2021年1月7日  |                 | U-NEXT アニメ放題                                                                               |
| 2021年1月8日  |                 | 萬代頻道                                                                                        |
| 2021年1月15日 |                 | ビデオマーケット                                                                                |
| 不明          | 不明            | music.jp COCORO VIDEO ふらっと動画 DMM動画 HAPPY!動画 ムービーフル ムービーフルplus GYAO!ストア |